# William Adlington
Pour les articles homonymes, voir Adlington.
William Adlington (fl. 1566) est un traducteur de l'ère élisabéthaine connu pour sa traduction du roman du IIe siècle Métamorphoses d'Apulée, plus connu sous le titre anglais The Golden Ass.

## Biographie
William Adlington est l'un des nombreux traducteurs qui ont fait de l'ère élisabéthaine « l'âge d'or des traductions ». En 1566, il traduit le roman écrit en latin Métamorphoses d'Apulée. Ce livre du IIe siècle est plus connu sous le titre anglais The Golden Ass (1566, réimprimé en 1571, 1582, 1596. Il s'agit de la première traduction en anglais, et elle a été régulièrement réimprimée au 20e siècle. 
Cette traduction est audacieuse et ravissante, même si elle n'est pas assez fidèle à sa source selon les standards des traductions plus récentes, car probablement traduite en partie à partir d'une version française du texte à côté de l'original latin. Le livre était l'une des sources préférées de Shakespeare, qui a été jusqu'à y faire quelques emprunts comme dans Le Songe d'une nuit d'été,.
On connait de William Adlington une dédicace à Thomas, comte de Sussex, de l'« University College in Oxenford », mais on sait si peu de sa vie que le Dictionary of National Biography n'a pas d'article sur lui. Le lien avec la famille Adlington de Cheshire n’est pas avéré, pas plus qu'il serait l'auteur du tract de 1579 A Speciall Remedie against the furious force of Lawlesse Love, qui a probablement été écrit par le maître d’école de Londres William Averell.